# Procés de Bernoulli
Un  Procés de Bernoulli  no és altra cosa que la repetició d'un Assaig de Bernoulli. Si ens fixem en l'exemple de la moneda, en aquest cas estarem estudiant quantes vegades surt "cara" o quantes surt "creu", o les probabilitats que surti "cara", almenys una vegada, d'un nombre n d'intents. És important que es compleixi que:
1. La probabilitat d'èxit roman constant assaig rere assaig.
2. Els assaigs han de ser independents entre si.

Per aquest motiu, hi ha una distribució coneguda com a Distribució Binomial que permet calcular la probabilitat que un succés passi  r  vegades, en  n  intents, si la probabilitat que tingui lloc en un intent és  p , tenim:
{\displaystyle {\frac {n!}{r!(nr)!}}p^{r}(1-p)^{nr}}